# شرکت هواپیمایی ارزان‌قیمت

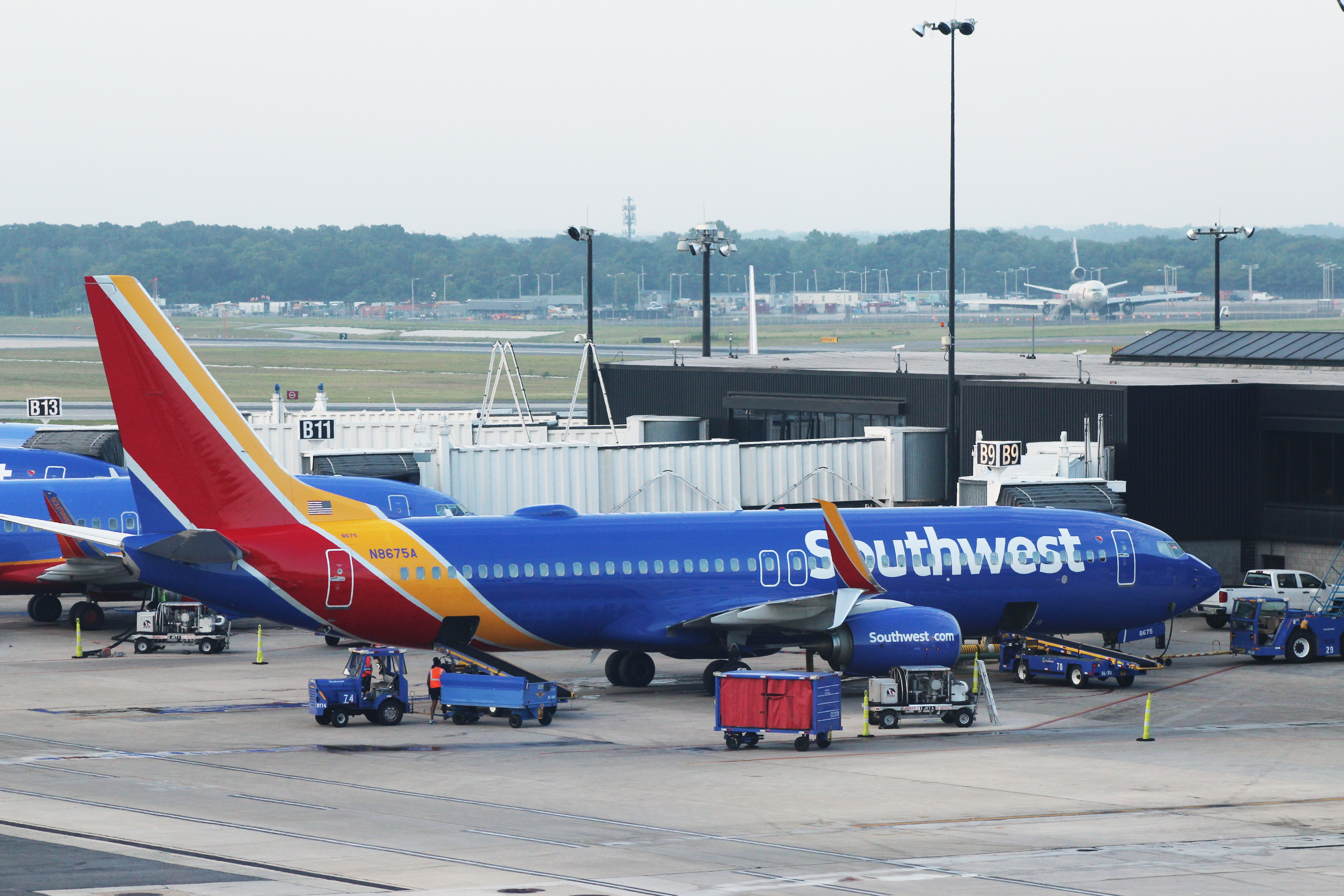
بوئینگ ۷۳۷ شرکت ساوت وست ایرلاینز

شرکت‌های هواپیمایی ارزان‌قیمت (به انگلیسی: Low-cost carrier) به دسته ای از شرکت‌های هواپیمایی گفته می‌شود که هزینه حمل و نقل کمتری برای پروازهای خود دریافت می‌کنند و امکانات رفاهی کمتری نیز در حین پرواز و در فرودگاه به مسافران ارائه می‌کنند. در قاره‌های دیگر نیز نمونه‌هایی از این شرکت‌ها وجود دارد. به عنوان مثال در آمریکای شمالی نمونه‌های زیادی از اینگونه وجود دارد و در حال حاضر شرکت ساوت وست ایرلاینز آمریکا که یکی از موفق‌ترین شرکت‌های هواپیمایی آمریکا محسوب می‌شود و سهم بزرگی از بازار جابه‌جایی مسافران در این کشور دارد به عنوان بزرگترین شرکت هواپیمایی ارزان قیمت جهان شناخته می‌شود.

## تاریخچه
تولد این نوع از شرکت‌های هواپیمایی به سال ۱۹۴۹ بازمی‌گردد. در این سال شرکت پاسیفیک ساوت‌وست ایرلاینز کار خود را در شهر سن دیگو ایالت کالیفرنیا آمریکا با پروازهای ارزان قیمت آغاز کرد. پروازهای خود را با هواپیماهای مختلف مک دانل داگلاس،
بی‌ای‌ئی، بل و بوئینگ انجام می‌داد. این شرکت تا سال ۱۹۸۸ فعال بود و پروازهای به شهرها و ایالت‌های مختلف آمریکا و مکزیک برگزار می‌کرد اما پس از آن به عنوان یکی از چهار شرکت تشکیل دهنده یو اس ایرویز با دیگر شرکت‌ها ادغام شد و فعالیتش به پایان رسید. شرکت پاسیفیک ساوت‌وست ایرلاینز خود را به واسطهٔ پروازهای ارزان قیمتش دوستانه‌ترین هواپیمایی دنیا معرفی می‌کرد و بر روی دماغه هواپیماهای خود طرح لبخند قرار می‌داد. موفقیت این شرکت هواپیمایی در کالیفرنیا به حدی بود که نشریه لوس آنجلس تایمز در مقاله ای این هواپیمایی را هواپیمایی غیررسمی حامل پرچم کالیفرنیا برای حدود ۴۰ سال اعلام کرد.

## هواپیماهای مورد استفاده
شرکت‌های هواپیمایی ارزان قیمت برای شبکه پروازی خود که معمولاً تنها منحصر به یک قاره است نیازی به هواپیماهای پهن پیکر مناسب سفرهای بین قاره ای است ندارند و از هواپیماهای باریک پیکر همچون بوئینگ ۷۳۷ یا ایرباس ای۳۱۹ و ایرباس ای۳۲۰ استفاده می‌کنند البته برخی از این شرکت‌ها مانند ایرآسیا برای برقراری پرواز به مناطق دورتر قاره خود و به علت مسافت زیاد از هواپیماهای پهن پیکری چون ایرباس ای ۳۳۰ نیز استفاده می‌کنند.

## سرویس‌دهی
یکی از دلایل اصلی موفقیت چنین شرکت‌هایی این است که این شرکت برنامه پروازی خود را به گونه‌ای تنظیم می‌کنند که هواپیما برای کوتاه‌ترین مدت ممکن در فرودگاه مبدأ یا مقصد و خارج از سرویس باشد. این شرکت‌ها معمولاً خدماتی که شرکت‌های هواپیمایی بزرگ به مسافرین خود ارائه می‌دهند را به مسافرین ارائه نمی‌کنند. به عنوان مثال مسافرین شرکت هواپیمایی یورو وینگز آلمان تنها می‌توانند یک ساک دستی با حداکثر وزن هشت کیلوگرم و در ابعاد مشخص را با خود به کابین هواپیما ببرند و در صورت نیاز به حمل چمدان باید هزینه حمل آن را به شرکت هواپیمایی به صورت جدا پرداخت نمایند یا اینکه امکان انتخاب و رزرو یک صندلی مشخص در هواپیما وجود ندارد. از طرف دیگر در پروازهای این دسته از شرکت‌های هواپیمایی پذیرایی‌های معمول در حین پرواز که در هواپیمایی‌های بزرگ و کوچک معمولی انجام می‌شود نیز به صورت بسیار مختصر انجام می‌گیرد و سرو ناهار و شام صورت نمی‌گیرد.

## شرکت‌های هواپیمایی ارزان قیمت در ایران
در میان شرکت‌های هواپیمایی ایرانی به درستی مشخص نیست، تنها شرکت هواپیمای ایر وان مدعی است که یک شرکت هواپیمایی ارزان‌قیمت است. با این وجود شرکت‌های خارجی که در این زمینه فعال هستند جهت پرواز به کشورهایی مانند ترکیه یا امارات به شهرهای مختلف ایران پرواز می‌کنند. از جمله این شرکت‌ها که به‌طور منظم به ایران پرواز دارند می‌توان به فلای دبی، پگاسوس، ایر عربیا و ایرآسیا اشاره کرد.